# 南投縣立南投國民中學
南投縣立南投國民中學，簡稱南投國中、縣投中，位於台灣南投縣南投市，是南投市最早成立的初級中學，1962年設立。1964年4月4日正式命名為南投縣立南投初級中學，1968年配合實施九年國民義務教育，更名為南投縣立南投國民中學至今。

## 歷任校長
| 第一任   | 李迫爐 | 1964年4月－1967年4月 |
| 第二任   | 李恩魁 | 1967年4月－1974年8月 |
| 第三任   | 官鐸   | 1974年8月－1980年8月 |
| 第四任   | 廖名塘 | 1980年8月－1985年8月 |
| 第五任   | 薛向瑛 | 1985年8月－1988年8月 |
| 第六任   | 陳文彥 | 1988年8月－1998年8月 |
| 第七任   | 林鴻盛 | 1998年8月－2002年8月 |
| 第八任   | 張忠昌 | 2002年8月－2009年8月 |
| 第九任   | 馬惠娣 | 2009年8月－2012年8月 |
| 第十任   | 戴國華 | 2012年8月－2013年2月 |
| 第十一任 | 陳振森 | 2013年2月-2017年2月  |
| 第十二任 | 陳恆旭 | 現任                 |

## 班級

### 美術班
南投國中美術班成立於民國七十三年（1984年）2月，為培養奠定文化建設所需人才與培養美術資賦優異學生而設立。入學方式以測驗考試為主，招生報名時間為每年的三月至六月，測驗項目包括美術性向驗、水彩及鉛筆素描三項，每年招收三十位學生。

### 體育班
南投國中體育班成立於民國一百零四年8月。

## 外部連結
- 南投縣立南投國民中學 （页面存档备份，存于）（繁體中文）